# Clan Imagawa

Emblème (mon) du clan Imagawa.

Le clan Imagawa est une lignée de daimyos du Japon médiéval, descendant de l'empereur Seiwa (850-880).
Imagawa Kuniuji, lui-même petit-fils d'Ashikaga Yoshiuji, s'installe à Imagawa (province de Mikawa) au XIIIe siècle et prend le nom du lieu.
Cette famille gouvernera les provinces de Suruga et Tōtōmi du XIVe siècle au XVIe siècle et leur influence inclura également la province de Mikawa pendant la jeunesse de Ieyasu Tokugawa.
Le pouvoir du clan va décliner lors de son affrontement avec le clan Oda. Le clan Imagawa est d'ailleurs vaincu par Nobunaga Oda à la bataille d'Okehazama et Imagawa Yoshimoto y est tué.
Pendant l'époque d'Edo, les Imagawa figurent parmi les koke (les « grandes familles »).

## Châteaux du clan
Par provinces du Japon.
- Province de Suruga : Imagawa kan (plus tard appelé « château de Sunpu »), château de Shizuhatayama, château de Mochifune, château de Tanaka.
- Province de Tōtōmi : château de Kakegawa, château de Takatenjin, château de Futamada, château d'Inui, château de Hamamatsu, château d'Utsuyama.
- Province de Mikawa : château de Yoshida, château de Tahara, château d'Okazaki, château d'Anshō.
- Province d'Owari : château de Katsukake, château d'Ōtaka, château de Narumi

## Époque d'Edo
À la fin de l'époque d'Edo, Imagawa Norinobu, est wakadoshiyori de l'administration du shogunat Tokugawa.

## Principales généalogies
Suruga
- Imagawa Kuniuji (1243-1282)
- Imagawa Morouji (1261-1323)
- Imagawa Norikuni (1295 ?-1384)
- Imagawa Noriuji (1316-1365)
- Imagawa Yasunori (1334?-1409?)
- Imagawa Norimasa (1364-1433)
- Imagawa Noritada (1408-1461?)
- Imagawa Yoshitada (1436-1476)
- Imagawa Ujichika (1473 ?-1526)
- Imagawa Ujiteru (1513-1536)
- Imagawa Yoshimoto (1519-1560)
- Imagawa Ujizane (1538-1615)
- Imagawa Naofusa (1594-1662)
- Imagawa Ujinari (1642-1673)
- Imagawa Ujimichi (1668-1699)
- Imagawa Noritaka (1694-1712)
- Imagawa Norinushi (1698-1728)
- Imagawa Norihiko (1716-1749)
- Imagawa Noriyasu (1731-1784)
- Imagawa Yoshiaki (1756-1818)
- Imagawa Yoshimochi (1786-1839)
- Imagawa Yoshiyori (1810-1841)
- Imagawa Norinobu (1829-1887)
- Imagawa Yoshihito

Tōtōmi
- Imagawa Sadayo (1326-1420 ?)
- Imagawa Nakaaki
- Imagawa Sadaomi
- Imagawa Sadasuke
- Imagawa Norimasa (?-1464)
- Imagawa Sadanobu (?-1474)

Tōtōmi (branche Horikoshi)
- Horikoshi Sadamoto (?-1537)
- Horikoshi Ujinobu
- Horikoshi Sadatada
- Horikoshi Sadahisa
- Horikoshi Sadayoshi
- Horikoshi Sadatsugu

Tōtōmi (branche Sena)
- Sena Kazuhide
- Sena Ujisada
- Sena Ujitoshi
- Sena Ujiakira
- Sena Masakatsu
- Sena Kiyosada

## Vassaux notables
- Matsudaira Motoyasu
- Toyotomi Hideyoshi
- Okabe Motonobu
- Matsui Munenobu
- Udono Nagateru
- Asahina Yasutomo
- Ii Naomori
- Abe Motozane
- Ichinomiya Munekore
- Ii Naochika
- Iio Tsuratatsu
- Katsurayama Ujimoto
- Taigen Sessai
- Iio Noritsura
- Itami Yasunao
- Yamaguchi Noritsugu
- Yamaguchi Noriyoshi
- Yokoe Magohachi